# Le Brassus
Le Brassus  är en ort och autonom kommundel i kommunen Le Chenit i kantonen Vaud, Schweiz. Den ligger i dalen Vallée de Joux.

## Sport och fritid
I Le Brassus arrangerades Europamästerskapen i orientering 1964.